# Serafino Cimino
Serafino Cimino OFM (* 3. Oktober 1873 in Capri, Provinz Neapel; † 4. Mai 1928) war ein italienischer Ordensgeistlicher, römisch-katholischer Erzbischof und Diplomat des Heiligen Stuhls.

## Leben
Serafino Cimino trat der Ordensgemeinschaft der Franziskaner bei und empfing 1898 das Sakrament der Priesterweihe. Von 1915 bis 1921 war Cimino Generalminister der Franziskaner und zugleich bis 1918 Kustos der Kustodie des Heiligen Landes.
Am 18. Dezember 1924 ernannte ihn Papst Pius XI. zum Titularerzbischof von Cyrrhus und bestellte ihn zum Apostolischen Delegaten in Mexiko. Der Sekretär der Konsistorialkongregation, Gaetano Kardinal De Lai, spendete ihm am 11. Januar 1925 die Bischofsweihe; Mitkonsekratoren waren der Erzbischof von Monterrey, José Juan de Jésus Herrera y Piña, und der Bischof von Zamora, Manuel Fulcheri y Pietrasanta. Im Mai 1925 trat Serafino Cimino als Apostolischer Delegat in Mexiko zurück. Pius XI. ernannte ihn am 13. April 1926 zum Apostolischen Nuntius in Peru. 